# Шайдаев, Гаджи-Курбан Гаджиевич
Гаджи-Курба́н Гаджи́евич (Гаджибала́евич) Шайда́ев (лезг. Гьажи-Къурбан Шайдаев; 15 мая 1932, Цмур, Дагестанская АССР — 17 мая 2019) — дагестанский общественно-политический деятель, председатель Исполкома Каспийского городского Совета народных депутатов, заместитель Председателя Правительства Республики Дагестан, кандидат исторических наук. Первый начальник Всесоюзного института повышения квалификации руководящих работников МВД СССР (ныне Всероссийский институт повышения квалификации сотрудников Министерства внутренних дел Российской Федерации), генерал-майор внутренней службы.

## Биография
Гаджи-Курбан Шайдаев родился 15 мая 1932 года в с. Цмур Касумкентского района Дагестанской АССР (ныне Сулейман-Стальский район Дагестана).
Трудовую деятельность начал в 1952 году педагогическим работником. Затем перешёл на комсомольскую и партийную работу. Был заместителем заведующего отделом Дагестанского областного комитета ВЛКСМ, секретарём Каспийского городского комитета КПСС, председателем исполнительного комитета Каспийского городского Совета народных депутатов, начальником Каспийской детской воспитательно-трудовой колонии.
С 1955 по 1991 год служил в учреждениях и органах исправительно-трудовой системы и органах внутренних дел. Был первым заместителем министра МВД Дагестана. С 1972 по 1985 год был начальником Всесоюзного института повышения квалификации руководящих работников МВД СССР (г. Москва), который был создан на базе Учебно-технического пункта по повышению квалификации руководящих и инженерно-технических работников исправительно-трудовых учреждений МООП РСФСР.
В 1972 году защитил кандидатскую диссертацию в Военно-политической академии им. В. И. Ленина Минобороны СССР. В 1976 году присвоено звание генерал-майора внутренней службы.
В 1991 году Шайдаев ушёл в отставку. За годы службы «на всех занимаемых должностях зарекомендовали себя как высококвалифицированный специалист с безупречной личной и профессиональной репутацией». был назначен Постоянным представителем Республики Дагестан при Президенте РФ и одновременно Заместителем Председателя Правительства Республики Дагестан. Налаживал деловые конструктивные отношения между федеральными органами власти, правительственными структурами Москвы и Дагестана.
В феврале 2017 года присутствовал в качестве почётного гостя на торжественном собрание и концерте, приуроченного к празднованию Дня защитника Отечества во Всероссийском институте повышения квалификации сотрудников Министерства внутренних дел Российской Федерации. За многолетний труд в ВИПК МВД России, активное участие в патриотическом воспитании молодёжи и работе ветеранской организации, большой личный вклад в решение возложенных на Институт задач Гаджи-Курбан Шайдаев был награждён Памятным адресом.
Сын, Рахман Гаджи-Курбанович Шайдаев (род. 1958) — государственный советник налоговой службы РФ 2 ранга в отставке.
Скончался 17 мая 2019 года. 18 мая в родном селе Цмур прошёл траурный митинг памяти Гаджи-Курбана Шайдаева. В митинге приняли участие глава Сулейман-Стальского района Н. Абдулмуталибов, начальник тыла МВД по Республике Дагестан С. Эмирбеков, бывший прокурор Дагестана Имам Яралиев, представители общественности, а также родственники и друзья Шайдаева. Соболезнование в связи с кончиной Гаджи-Курбана Шайдаева выразило и руководство Дагестана.

## Награды и звания
- орден «За заслуги перед Республикой Дагестан»[8],
- почётный знак Республики Дагестан «За любовь к родной земле»[9],
- орден Почёта.
- Заслуженный работник МВД СССР,
- заслуженный работник государственной гражданской службы Республики Дагестан,
- почётный гражданин г. Каспийска и с. Цмур[1],
- почётный член Совета ветеранов ВИПК МВД России[3].
- различные медали и др.